# Rhynchoglossum medusothrix
Rhynchoglossum medusothrix är en tvåhjärtbladig växtart som beskrevs av Brian Laurence Burtt. Rhynchoglossum medusothrix ingår i släktet Rhynchoglossum och familjen Gesneriaceae. Inga underarter finns listade i Catalogue of Life.